# Toksičnost antiaritmika
Toksičnost antiaritmika nastaje kao posledica menjaja mehanizmama srčanog ritma, čineći toksičnost ovih sredstava vrlo smrtonosnom. Zapravo, antiaritmici mogu biti prodisritmični i u terapijskim i u toksičnim koncentracijama u serumu. Pored toga, pacijenti koji primaju ove lekove mogu imati niži disritmički prag koji je rezultat osnovnih srčanih stanja, kao i drugih popratnih bolesti, što ih čini osetljivijima na toksičnost antiaaritmika. Temeljno znanje o ovoj klasi lekova neophodno je za pravovremeno pravljanje razlike između njihove toksičnosti i primarne bolesti.
Prestanak uzimanja leka koji se taloži u organizmu je od najveće i primarne važnosti. Gastrointestinalna dekontaminacija empirijski se koristi kako bi se smanjila sistemska apsorpcija leka iz organa za varenje, ako su oni uzeti preko usta. Hemodijaliza može biti indikovana kod toksičnosti na određene lekove, kao i ciljana terapija antidotima (protivotrovima).

## Opšte informacije
Antiaritmički lekovi se široko koriste za lečenje ili prevenciju abnormalnosti u srčanim ritmovima. To postižu kroz niz mehanizama koji uključuju automatizam ili dinamiku jonskih kanala, koji pootom utiču na širenje električnog impulsa kroz miokard promenom brzine provođenja ili refraktornog perioda.

## Znaci i simptomi
Toksičnost antiaritmičkih sredstava koja se može grupirati u smislu kliničke prezentacije i elektrokardiografskih (EKG) abnormalnosti, prikazana je na ovoj tabeli:
| Znaci i simptomi           | Lekovi                                                                                             |
| -------------------------- | -------------------------------------------------------------------------------------------------- |
| Antiholinergički sindromi  | prokainamid, disopiramid, kinidin                                                                  |
| Zatajenje srca             | disopiramid, flekainid, propafenon, sotalol, prokainamid                                           |
| Hipotenzija                | kinidin, prokainamid, amiodaron, dronedaron, lidokain, meksiletin, flekainid, propafenon, ibutilid |
| Simptomi CNS-a             | kinidin, prokainamid, disopiramid, lidokain, meksiletin, flekainid, propafenon                     |
| Napadi (akutna toksičnost) | kinidin, prokainamid, lidokain, meksiletin, flekainid, propafenon                                  |
| Endokrina disfunkcija      | Amiodaron (hipotireoza ili hipertireoza), kinidin i disopiramid (hipoglikemija)                    |
| Hematologija / onkologija  | Amiodaron (jetreni / bilijarni maligni), prokainamid (diskrazija krvi)                             |
| Plućni/autoimuni sistem    | prokainamid (lupusični sindrom, vaskulitis), amiodoron (fibroza, pneumonitis)                      |
| Centralni nervni sistem    | prokainamid, lidokain, meksilitin                                                                  |
| Dermatološki               | prokainamid, propafenon                                                                            |

## Elektrokardiografske promene
| Znaci i simptomi                                                                         | Lekovi |
| ---------------------------------------------------------------------------------------- | --- |
| Proširenje QRS kompleksa                                                                 | kinidin, prokainamid, disopiramid, flekainid, propafenon, amiodaron, dronedaron                                                    |
| Produženje PR intervala                                                                  | prokainamid |
| Produženje QTc intervala                                                                 | kinidin, prokainamid, disopiramid, amiodaron, dronedaron, sotalol, ibutilid, dofetilid; blago produženje flekainidom, propafenonom |
| Ventrikularna aritmija (ventrikularne prerane kontrakcije ili ventrikularna tahikardija) | ;Prokainamid |
| Torsades de pointes                                                                      | Ibutilid, dofetilid, sotalol, kinidin, prokainamid, disopiramid                                                                    |

## Neželjeni efekti pojedinih sredstava koji nisu povezani sa srčanom kondukcijom

### Disopiramid
Antiholinergično svojstvo disopiramida dovodi do sljedećih štetnih efekata:
- Otežano mokrenje i retencija mokraće
- Zatvor
- Suva usta
- zamagljen vid
- nadimanje, mučnina,
- glavobolja,
- mišićna slabost i umor.

Pacijenti sa već postojećom ventrikularnom disfunkcijom ili oni koji su na beta blokadi mogu imati simptome zatajenja srca, uključujući dispneju, edeme i smanjenu toleranciju na vježbanje. 
Takođe je poznato da disopiramid uzrokuje hipoglikemiju, kroz nejasne mehanizme.

### Prokainamid
Neželjeni efekti koje pacijenti mogu prijaviti nakon upotrebe prokainamida uključuju:
- gastrointestinalni simptomi (mučnina, povraćanje i proliv; gorak ukus;
- neuropsihijatrijski simptomi (glavobolja, nesanica, vrtoglavica, psihoza, halucinacije i depresija).

Dugotrajna upotreba prokainamida povezana je s razvojem antinuklearnih antitiela i sindroma sistemskog eritematoznog lupusa (SLE) izazvanog lekovima, sa simptomima i znacima artralgija, mijalgija, osipom, vrućicom, vaskulitisom i Raynaudovim fenomenom. Za razliku od idiopatskog SLE, koji pogađa žene više od muškaraca, SLE izazvan lekom nema polnu sklonost. Klinički, SLE izazvan lekovima može se razlikovati od idiopatskog SLE nedostatkom simptoma od strane bubrežnog i centralnog nervnog sistema.
Svojstva blokade ganglija prokainamidom mogu dovesti do periperalne vazodilatacije i sistemske hipotenzije. Retko se može razviti diskrazija krvi (sa znacima gingivalnog ili GI krvarenja, modricama ili povišenom temperaturom i upalom grla).

### Kinidin
Toksičnost kinidina manifestuje se prvenstveno kroz gastrointestinalne neurološke i kardiovaskularne simptome.
Kinidin može izazvati imunološki posredovane hemataloške reakcije poput osipa, groznice, anafilaksije, hemolitičke anemije, trombocitopenije i leukopenije. Retko, kindin može biti povezan sa SLE-om izazvanim prokainamidom.
Pacijenti na kinidinu mogu prijaviti i neuroglikopenične ili adrenergične simptome hipoglikemije, jer lek djeluje na kalijumove kanale u ćelijama pankreasa. 
Poput prokainamida i dispiramida, i kinidin može izazvati antiholinergične simptome kao što su suva usta, zamućenje vida ili zadržavanje mokraće. 
Kinidin ima alfa-adrenergičke antagonističke efekte koji mogu izazvati perifernu vazodilataciju, hipotenziju i sinkopu

### Lidokain
Toksičnost lidokaina uglavnom uključuje efekte na centralnom nervnom sistemu. Blaga do umerena toksičnost lidokaina može rezultovati sledećim znacima i sumptomima:
- pospanost, nesanica
- vrtoglavica
- disphoria
- tinitus
- disartria
- atakija
- depresija
- agitacija
- promene ličnosti
- utrnulost jezika
- nistagmus
- halucinacije
- teškoće u pamćenju
- parestezije

Teška toksičnost izazvana lidokaina može rezultovati:
- napadima
- komom.

### Meksiletin
Pacijenti koji su koristili meksiletin mogu prijaviti neurotoksične štetne efekte slične onima koji se javljaju kod lidokaina. Pacijenti mogu prijaviti i mučninu i povraćanje.

### Flekainid
Flekainid u načelu ima nesmrtonosne vankardijalne efekte koji su po prirodi povezani sa centralnim nervnim sistemom:
- zamućenost vida,
- mučnina,
- vrtoglavica,
- zbunjenost
- glavobolja.

Može se javiti i ozbiljnija toksičnost od strane centralnog nervnog sistema, poput napada, paranoidne psihoze, halucinacija i diazartrije, posebno kod pacijenata s bubrežnom insuficijencijom. 
Negativni učinak flekainida je pogoršanje kongestivnog zatajenja srca. Ovi pacijenti pate od   dispneje pri naporu, letargije i perifernih edema. Pacijenti sa kardiomiopatijom mogu imati srčani zastoj zbog poremećaja srčanog ritma. 

### Propafenone
Pacijenti s već postojećom sistolnom disfunkcijom, nakon primene propafenona mogu prijaviti simptome koji ukazuju na pogoršanje srčanog zatajenja, poput dispneje i edema.
Uobičajeni štetni efekti uključuju promenu ukusa, zamagljen vid i vrtoglavicu. Takođe su zableženi neželjeni efekti na želudcu u vidu mučnine, povraćanje i zatvora. Pacijenti sa astmom mogu prijaviti pogoršanje simptoma zbog slabih efekata propafenona na beta blokadu. 
Neželjeni efekti na CNS, poput vrtoglavice, mučnine, neobičnog ukusa i zamagljenog vida, često zavise o dozi.
Propafenon može dovesti do agranulocitoze pračene imunosupresijom. Retko se mogu javiti osip ili simptomi slični lekovima izazvanaom lupusu (SLE).

### Beta blokatori
Beta-blokatori su antiaritmici klase II. Komplikacije kod primene ovih lekova identične su sa onim kod toksičnosti izazvane beta-blokatorima.

### Amiodaron
Amiodaron ima niz vankardijalnih štetnih učinaka, uključujući pluća, štitnjaču, jetru, CNS i kožu. Brza intravenska infuzija amiodarona može uzrokovati hipotenziju pod uticajem rastvarača u kome je otopljen ili pomoćnih supstanci poput benzil alkohola ili polisorbata 80. Utvrđeno je da vodene baze rastvarača ili formulacije sa ciklodekstrinom umesto benzoil alkoholom ili polisorbatom 80 ne uzrokuju ovu reakciju.
Brza infuzija leka takođe može izazvati bradiaritmije i asistoliju, smrtni ishod.
Inače, toksičnost amiodarona uglavnom se pripisuje dugotrajnoj upotrebi.
Amiodaronom izazvana plućna toksičnost je štetni učinak koji najviše izaziva zabrinutost. Sumnjivi mehanizmi amiodaronske toksičnosti na plućima uključuju imunološke efekte i direktnu citotoksičnost. Plućna toksičnost amiodarona može se manifestovati kao plućna fibroza, hronični intersticijski pneumonitis, obliterantski bronhiolitis, izolovana plućna masa ili pleuralni izliv. Pacijenti mogu prijaviti kašalj, groznicu, hemoptizu, malaksalost, dispneju, gubitak težine i povremeno pleuritis. 
Najteža prezentacija toksičnosti uključuje akutni difuzni pneumonitis i respiratornu insuficijenciju nalik akutnom respiratornom distres sindromu (ARDS), koji se mogu javiti kod pacijenata sa osnovnom plućnom bolešću i visokim potrebama za kiseonikom.
Ostali štetni efekti amiodarona uključuju:
- Štitnjača — simptomi koji ukazuju na hipertireozu ili hipotireozu
- Hepatotoksičnost — koja dovodi do ciroze (neuobičajeno)
- Dermatološki — fotosenzibilnost, plavičasta boja kože
- Oftalmološki — gubitak vida uslied taloženja na rožnjaći, optička neuropatija ili optički neuritis
- Vrtoglavica — izazvana bradikardijom ili hipotenzijom (retko)
- CNS — nespretnost, vrtoglavica, drhtavica, promene senzacija, kognitivne poteškoće ili poremećaji spavanja.[22]

### Dronedaron
Pacijenti koji uzimaju dronedaron mogu prijaviti mučninu, proliv i bolove u trbuhu. Kod manjeg broja pacijeanta može se razviti osip, nesvestica ili sinkopa kao posledica bradikardije. 
Pacijenti mogu prijaviti nove ili pogoršanje starih simptoma zatajenja srca. Zato je Dronedaron kontraindikovan kod pacijenata sa teškim ili pogoršanim zatajenjem srca.
Za razliku od amiodarona, dejstvo dronedaron obično nije povezano sa štitnjačom, neurološkom ili okularnom toksičnošću. Zabeleženi su retki slučajevi plućne toksičnosti, a pacijenti mogu prijaviti otežano disanje ili kašalj.

### Sotalol
Pacijenti nakon upotrebe sotalola mogu prijaviti lupanje srca, bol u prsima, vrtoglavicu, umor, nesanicu, glavobolju, dispneju ili slabost. Pacijenti sa reaktivnom bolešću disajnih puteva mogu razviti otežano disanje i krkljanje u plućima. 
Sotalol  također može uzrokovati gastrointestinalne simptome (blagi proliv, mučnina ili povraćanje).

### Ibutilide
Glavobolja, koja se javlja kod malog broja pacijenata.

### Dofetilide
Najčešći neželjeni efekti koje pacijenti prijavljuju su glavobolja, bol u prsima i vrtoglavica.

### Blokator kalcijumskih kanala
Komplikacije ovih lekova klase IV izazvane su toksičnim dejstvom blokatora kalcijumovih kanala .

### Adenozin
Privremeni neželjeni efekti su česti i uključuju glavobolju, crvenilo, pritisak u prsima i dispneju. Oni se uglavnom brzo rješavaju bez ikakve intervencije.

## Diferencijalna dijagnoza
Diferencijalno dijagnostički kod sumnje da je toksičnosti izazvana drugim lekovima ili stanjima treba imati u vidu:
- Akutnu dekompenzovanu srčanu insuficijenciju
- Antiholinergičnu toksičnost
- Toksičnost izazvanu antidepresivima
- Toksičnost izazvanu beta-blokatora
- Infarkt miokarda
- Polimorfnu ventrikularnu tahikardiju
- Torsades de pointes
- Toksičnost izazvanu antihistaminicima
- Toksičnost izazvanu blokatorima kalcijumovih kanala
- Toksičnost izazvanu antidepresivima

## Terapija
Protivotrovi
Dekontaminacija GI oralnim aktivnim ugljem selektivno se koristi u hitnom tretmanu trovanja uzrokovanih nekim lekovima i hemikalijama. Aktivni ugalj koristi se u hitnim slučajevima  trovanja uzrokovanog lekovima i hemikalijama. Mreža pora ovog uglja adsorbuje 100-1000 mg leka po gramu. Višedozni ugljen može prekinuti enterohepatičnu recirkulaciju i pojačati eliminaciju enterokapilarnom eksorpcijom. Teoretski, neprestanim „kupanjem” gastrointestinalnog trakta ugljem, lumen creva služi kao dijalizna membrana za reverznu apsorpciju leka iz kapilarne krvi i creva.
Aktivni ugalj postiže svoj maksimalni efekat kada se primieni u roku od 30 minuta nakon uzimanja leka ili toksina. Međutim, dekontaminacija aktivnim ugljem može se razmotriti kod svakog pacijenta koji se pojavi u roku od 4 sata nakon uzimanja leka koji je izazvao toksičnost.
Ponovljene doze mogu pomoći u snižavanju sistemskih nivoa progutanih jedinjenja, posebno preparata sa produženim oslobađanjem. Aktivni ugalj se ne rastvara u vodi i obično se koristi kao rastvor sa  sorbitolm (70%).
Elektroliti
Kalijum i magnezijum treba nadoknaditi kod pacijenata koji uzimaju lekove koji produžuju QTc. Visoke doze magnezijuma mogu smanjiti rizik od produženja QTc tokom infuzija ibutilida.
Kalcijum —se daje za preokretanje hipotenzije i poboljšanje srčanih provodnih mana. Kalcijum-hlorid teoretski povećava gradijent koncentracije kalcijuma, prevladavajući blokadu kanala i dovodi kalcijum u ćelije. Moderira performanse živaca i mišića regulišući prag akcijskog potencijala pobude.
Magnezij — deluje antiarutmički i smanjuje učestalost preuranjenih ventrikularnih kontrakcija (PVC), posebno onih koje su posledica akutne ishemije. Nedostatak ovog elektrolita može precipitirati ventrikularnu fibrilaciju (VF) i povezan je s iznenadnom srčanom smrću. Dodatak magnezijuma koristi se za lečenje torsade de pointes, poznate ili sumnjive hipomagnezijemije ili ozbiljne ventrikularne fibrilacije.
Intravenski dat natrijum bikarbonat — može spasiti život pacijenata koji imaju kardiotoksičnost zbog antiaritmika sa svojstvima blokiranja natrijumovih kanala i QRS proširenjem. Natrijum bikarbonat se može davati u obliku bolusa u dozi 1-2 mEq/kg (obično 100 mEq), nakon čega sledi kontinuirana infuzija ako se QRS suzi nakon bolus infuzije. EKG treba raditi dok se daje bolus natrijum bikarbonata kako bi se osiguralo da se QRS suzi i ne propusti zbog odgođenog EKG. PH seruma treba nadgledati ako se koristi infuzija natrijum bikarbonata.
Antikonvulzivi
Povećavanjem delovanja gama aminobenzojeve kiseline (GABA), glavnog inhibitornog neurotransmitera, benzodiazepini mogu dovesti do depresije na svim nivoima centralnog nervnog sistema (CNS), uključujući limbički sistem i retikularnu formaciju.
Diazepam — deprimuje sve nivoe CNS-a (npr limbički sistem i retikularnu formaciju), najverovatnije  povećavanjem aktivnosti GABA. To je sredstvo treće linije za agitaciju ili napadaje zbog kraćeg trajanja antikonvulzivnih efekata i akumulacije aktivnih metabolita koji mogu produžiti sedaciju.
Midazolam — je alternativno sredstvo za prekid epileptičnog statusa. U poređenju sa diazepamom, midazolam ima dvostruki afinitet za benzodiazepinske receptore; međutim, jer je topiv u vodi, midazolamu je potrebno približno 3 puta više vremena od diazepama da bi postigao vrhunske elektroencefalografske efekte. Dakle, kliničar mora pričekati 2-3 minute da u potpunosti proceni sedativne učinke pre pokretanja postupka ili ponavljanja doze. Ovo sredstvo se može primeniti intramuskularno ako se vaskularni pristup ne može dobiti.